# The Clean Up
The Clean Up er en amerikansk stumfilm fra 1923 af William Parke.

## Medvirkende
- Herbert Rawlinson som Montgomery Bixby
- Claire Adams som Phyllis Andrews
- Claire Anderson som Mary Reynolds
- Herbert Fortier som Robert Reynolds
- Margaret Campbell som Mrs. Reynolds
- Frank Farrington som Amos Finderson